# Pavel Hošek
Pavel Hošek (* 17. července 1973, Praha) je český teolog, religionista, pedagog a spisovatel.

## Život
Studoval teologii a religionistiku na Evangelické teologické fakultě Univerzity Karlovy, předtím na Letniční biblické akademii (dnešní VOŠ misijní a teologické) v Kolíně, Mezinárodním baptistickém teologickém semináři (IBTS) v Praze a Univerzitě Mateja Bela v Banské Bystrici. V letech 1999–2000 byl redaktorem církevního nakladatelství Návrat domů, v roce 2001 začal učit na Evangelikálním teologickém semináři v Praze. Po magisterském studiu evangelické teologie nastoupil do doktorandského studia na Evangelické teologické fakultě, které zakončil v roce 2002 obhajobou disertační práce C. S. Lewis a hodnota náboženství. V následujícím roce začal působit jako asistent na katedře religionistiky ETF UK. V roce 2005 byl ordinován kazatelem Církve bratrské. V roce 2006 se habilitoval na základě habilitační práce Teologické předpoklady mezináboženského dialogu, následně byl jmenován vedoucím katedry. V roce 2017 byl jmenován profesorem. Je garantem studijního oboru Teologie – spiritualita – etika.
Je ženatý, má čtyři děti a ve volných chvílích s nimi podniká dobrodružné výpravy do přírody.

## Vědecká, pedagogická a společenská činnost
Zabývá se vztahem teologie a religionistiky a mezináboženským dialogem, odborně se věnuje vztahu teologie a vědy o náboženství a také předpokladům a možnostem mezináboženského dialogu. Rovněž se zabývá vztahem teologie a kultury a religionistickým výkladem krásné literatury, zejména v díle C. S. Lewise, J. R. R. Tolkiena, Jaroslava Foglara, E. T. Setona a nejnověji také v příbězích chasidských vypravěčů a v promluvách Bohumila Hrabala.
Působí jako vedoucí katedry religionistiky na Evangelické teologické fakultě UK a jako vedoucí katedry systematické teologie, filosofie a religionistiky na Evangelikálním teologickém semináři v Praze. Je rovněž kazatelem Církve bratrské. Od roku 2014 působí jako viceprezident České křesťanské akademie. Byl také prvním předsedou spolku Pro ČR. Je členem redakční rady časopisu Dingir a časopisu Křesťanská revue.